# Македония (печатница)
Вижте пояснителната страница за други значения на Македония.
„Македония“ е българска печатница, съществувала от 1866 до 1874 година в Цариград.
В 1866 година Петко Славейков и съдружникът му Йоаким Каръягдъ купуват печатницата от Стамо Даскалов за издавания от тях вестник „Македония“ и носи същото име. Тя е оборудвана технически от инвентара на печатницата на „Цариградски вестник“ на Иван Богоров, а след това на Александър Екзарх. Печатницата има две ръчни преси и около 1500 килограма български, черковнославянски, гръцки и френски букви и знаци за църковно пеене.
В печатницата работят около 10 души – Христо Паничков, К. и В. Тинтерови, Т. Енев, Петко Децимиров, Л. Джейков. Печатницата е с най-голям капацитет и на първо място по отпечатваните коли сред всички 25 печатници в Цариград, 11 от които български.
В печатницата се печатат вестник „Македония“, списанията „Пчелица“, „Ружица“, от 1870 до 1873 година списание „Читалище“ (1870 – 1875) и общо 116 други книги – учебници, педагогически, домакински, общообразователни, забавни съчинения.
През юли 1872 година Славейков е арестуван по заповед на Мидхад паша, „Македония“ е спрян и печатницата е разпродадена от кредиторите му. Двете преси и част от буквите са закупени от Христо Бъчеваров, който заедно със З. Градинаров продължава дейността на печатницата до 1874 година под името „Джамлъ хан“. Печатницата печата вестник „Звънчатий глумчо“ (1873) и вестник „Шутош“ (1873 – 1874). След загубата на печатницата, Славейков пише на един от синовете си:
| „ | Печатницата купи себе си, остана само онова, което можа да се извлече в полза за мене и за народа. | “ |